# Il Cid (Corneille)
Il Cid è un'opera teatrale di Pierre Corneille composta nel 1636, rappresentata il 2 o il 9 gennaio 1637 « sul teatro del Marais dalla compagnia di Montdory » e pubblicata in un'edizione in-quarto presso Augustin Courbé, con la definizione di « tragi-comédie », il 24 aprile 1637.
Cid (Sid), che significa signore in arabo, è il nome che fu dato al personaggio storico spagnolo Rodrigo Díaz de Vivar dagli arabi, suoi nemici, ma spesso suoi alleati e grandi ammiratori. Le sue vittorie salvarono la Spagna dall'invasione degli Almoravidi.

## Trama

### Atto primo
Il giovane Rodrigo e la bella Chimena si amano, ma i loro padri sono in contrasto tra loro; come precettore di suo figlio il re ha preferito il padre di Rodrigo, Don Diego, a quello di Chimena, il conte Don Gomez.
Durante la disputa il padre di Chimena dà uno schiaffo a Don Diego. Egli non può vendicarsi per la sua vecchiaia e dunque chiede al figlio di farlo per lui. Rodrigo si trova di fronte ad un forte e straziante dilemma: se egli non vendica l'onore del padre, perderà l'amore di Chimena, perché non c'è amore senza stima; se vendica il suo onore e uccide il padre della sua fidanzata, Chimena non sposerà mai l'assassino di suo padre. 

### Atto secondo
Rodrigo sceglie di battersi ed è vincitore. Chimena, a sua volta, si trova nello stesso dilemma: per salvare il suo onore, non potendo farlo lei di persona in quanto donna, chiede al re la morte di Rodrigo; lei non ha scelta: se non lo farà, Rodrigo non la sposerà mai. 

### Atto terzo
Rodrigo, intimamente scosso per l'atto compiuto, si reca a casa di Chimena, ma trova la sua governante Elvira, che lo prega di nascondersi per non ledere l'onore della figlia del conte qualora venisse vista in sua compagnia. La giovane rientra dal palazzo del re assieme a Don Sancio: questi le si offre come vendicatore, ricevendo il rifiuto della fanciulla determinata, prima, a ottenere giustizia dal sovrano. 
Rimasta sola con Elvira, confida di amare ancora l'uomo di cui chiede la testa. Questi, d'un tratto, esce dal nascondiglio e prega Chimena di ucciderlo con le proprie mani, così da restituirle ciò che le ha tolto: l'onore di Don Gomez. La donna riconosce la vendetta di Rodrigo quale reazione giusta e inevitabile, e afferma altresì come, pur non mutando proposito, rimandi la sua morte al verdetto del re.

### Atto quarto
I Mori, intanto, arrivano alle porte della città; Rodrigo riporta una grande vittoria su di loro, è riconosciuto come Cid, Signore degli Arabi sconfitti, e salva così la patria dall'invasione. Nonostante tutti cerchino ormai di convincere Chimena che la situazione è cambiata, e che sacrificare il Cid vorrebbe dire attentare al bene della patria, Chimena è irremovibile.
Il re si trova in grande imbarazzo; non potendo rischiare di perdere il suo salvatore, ricorre a uno stratagemma. Di fronte a Chimena, venuta a reclamare giustizia una volta di più, finge che Rodrigo sia morto in combattimento. La donna rimane turbata, tradendo il suo amore per l'eroe ma, dopo aver appreso la verità, torna sulle sue posizioni chiedendo che il padre sia vendicato. 
Siccome il sovrano tenta in tutti i modi di dissuaderla da questi propositi, Chimena ricorre ad un'antica usanza, quella del duello. Promette di concedere la sua mano a colui che ucciderà Rodrigo. Don Sancio, mediocre combattente per il quale Chimena non ha alcuna stima, si offre volontario.

### Atto quinto
Prima di andare ad affrontare Don Sancio, il Cid torna da Chimena, comunicandole la volontà di farsi uccidere per « non conservare quello che voi sdegnate », lasciando così che la vendetta dell'amata possa compiersi. Tuttavia, la fanciulla lo sprona a combattere lealmente, tradendo nel parlare un amore ancora vivo nei suoi confronti. Rodrigo, completamente rinfrancato, parte per il duello. Mentre la sfida ha luogo, Chimena sfoga il proprio strazio interiore con la confidente Elvira. A questo punto, vede Don Sancio venire verso di lei e deporre la spada ai suoi piedi. Interrompendolo, dà voce a tutta la passione per l'uccisore del padre. 
I suoi sentimenti sono ormai inequivocabili. La fanciulla, inoltre, ha interpretato male: il Cid è vivo. Vincitore, ha risparmiato la vita del rivale. L'opera finisce con la promessa di matrimonio tra i due protagonisti, non prima che Rodrigo abbia offerto per la terza volta la sua vita a Chimena. 
La donna, pur avanzando ancora qualche perplessità, non si oppone più, mentre il re concede che il matrimonio possa essere posticipato di un anno, in modo che l'offesa venga gradatamente dimenticata. Rodrigo, intanto, guiderà una nuova spedizione contro i Mori.

## Il Cidnel XVII secolo
All'epoca della sua prima rappresentazione del 1637, il personaggio del Cid, Don Rodrigo, fu rappresentato da Guillame Gilberts detto Montdory. A lui successe Floridor (nome d'arte di Josias de Soulas), attore feticcio di Corneille che poi passò dal teatro del Marais all'Hôtel de Bourgogne.

## LaQuerelle du Cid
La rappresentazione del Cid ebbe luogo il 2 o il 9 gennaio 1637. Montdory era Rodrigo, la Villiers Chimena, Madeleine de Pouget l'Infanta, La Roque il re, André Baron don Diego e Bellemore don Gomez. Ebbe un esito trionfale, al punto che secondo Montdory nemmeno i cantucci del teatro, abitualmente occupati dai paggi, erano stati lasciati liberi dal pubblico. Tuttavia iniziò subito una celebre querelle, costituita da innumerevoli pamphlet di condanna e difesa della tragicommedia. 
L'opera non piacque al cardinale Richelieu, che non aveva buoni rapporti con Corneille da quando questi era uscito dalla Società dei cinque attori - probabilmente ne fu estromesso per l'indocilità manifestata nei confronti dell'autorità del cardinale in materia di stile e contenuti -, che egli aveva creato. Molti autori legati a Richelieu, e forse da lui stesso istigati, condannarono la pièce. Per attaccare Corneille, i vari detrattori si appoggiarono alle regole del teatro classico: Il Cid, in quanto tragicommedia, non rispettava le unità aristoteliche di azione, tempo e luogo.
Il cardinale Richelieu spinse l'Académie française a pubblicare un testo critico, Sentimenti dell'Accademia, contro il Cid, ma poi modificò la sua posizione in considerazione dello straordinario successo del lavoro.

## Interpreti italiani
Il dramma di Corneille ha avuto in Italia interpreti di grande prestigio, tra i quali si ricordano Enrico Maria Salerno, affiancato da Laura Betti (1955), e Giorgio Albertazzi (1984).

## Edizioni italiane
- Il Sid, collana BUR, traduzione di e cura di Ugo Déttore, n. 999, Milano, Rizzoli, 1956.
- Il Cid, Edizioni Studio Tesi, 1985.
- Il Cid, con testo a fronte, collana I Grandi Libri, introduzione, trad. e note di Lanfranco Binni, n. 331, Milano, Garzanti, 1986, ISBN 978-88-11-36331-6.
- Il Cid. Testo a fronte, a cura di Guido Davico Bonino, Collezione di teatro, n. 372, Torino, Einaudi, 1999, ISBN 978-88-06-15166-9.
- traduttore di Giancarlo Monti, Il Cid, collana Universale Economica. I Classici, con un saggio di Luigi Lunari, Milano, Feltrinelli, 2012, ISBN 978-88-07-82253-7.